# Vice pastor
Vice pastor är den präst som tillförordnats som vikarie för kyrkoherden i ett pastorat. I äldre tider kunde den också i sällsynta fall förlänas "honoris causa". I Svenska kyrkan upphörde bruket av denna titel officiellt i och med kyrkoordningen 2000, men den används fortfarande i dagligt tal.